# 아사노 나가마사
아사노 나가마사(일본어: 浅野 長政, 덴분 16년(1547년) ~ 게이초 16년 음력 4월 7일(1611년 5월 29일))는 아즈치 모모야마 시대부터 에도 시대까지의 다이묘이다.
도요토미 정권 오봉행의 한사람으로, 처음 이름은 나가요시(長吉)였다. “나가마사”는 만년에 바꾼 이름으로, “나가요시”란 이름으로 활동한 시기가 길다. 통칭은 야헤에(弥兵衛). 외삼촌 아사노 나가카쓰의 양자로 들어갔다(어머니는 아사노 나가아키라(浅野長詮)의 딸). 아들은 요시나가, 나가아키라(히로시마 아사노가), 나가시게(아코 아사노가의 시조인 아사노 나가나오의 부친)가 있으며, 딸은 스기하라 나가후사의 부인, 호리 지카요시의 부인, 마쓰다이라 사다쓰나의 부인이 있다. 관위는 종5위하(従五位下), 탄정소필(弾正少弼).

## 생애
오와리국 가스가이군(春日井郡) 기타노(北野, 현재의 아이치현 기타나고야시)에서 야스이 시게쓰구의 아들로 태어났다. 오다 노부나가의 유미슈(弓衆)였던 외삼촌 아사노 나가카쓰가 아들이 없었기 때문에, 나가카쓰의 딸 야야의 데릴사위로서 아사노 가문에 받아들여졌고 아사노 가문을 상속하게 된다. 나가카쓰의 양녀인 네네(이후의 기타노만도코로, 고다이인)가 기노시타 도키치로(이후의 도요토미 히데요시)에게 시집 감에 따라 나가마사는 히데요시의 가장 가까운 인척이 되었고, 노부나가의 명으로 히데요시의 요리키(与力)가 된다. 1573년(덴쇼원년)의 아자이 나가마사 토벌을 시작으로 1583년(덴쇼11년)의 시즈가타케 전투, 노부나가를 계승한 히데요시의 통일사업, 조선출병 등에서 무공을 올렸다. 또한 그 탁월한 행정수완으로 태합검지(太閤検地)나 교토쇼시다이 임무를 신속하게 수행해는 등 다양한 공을 세워 1593년(분로쿠2년)에는 가이국 22만 석을 받았다.
오대로인 도쿠가와 이에야스와 친한 관계로 히데요시가 죽은 후에는 같은 고부교인 이시다 미쓰나리와 견원지간이었다고 한다(여기에는 최근 들어 의문도 제시되고 있다. 후술 참조). 1599년(게이초 4년)엔 마에다 도시나가 등과 함께 이에야스에게서 암살의 의심을 받아 그 혐의로 가이국에서 근신을 명받는다.
1600년(게이초 5년) 가을 세키가하라 전투에서는 이에야스의 아들 도쿠가와 히데타다에게 속했으며 전후에는 적장자·요시나가에게 가독을 물려주고 은거한다. 이에야스는 에도에 무가정권을 세웠고, 1606년(게이초 11년)에 나가마사는 요시나가의 영토와는 별개로 자신의 은거료로서 히타치 마카베(真壁)의 5만 석을 지급받았다. 1611년(게이초 16년) 마카베 진야에서 사망한다. 향년 65세. 그 후 마카베 5만 석은 삼남 나가시게가 이었으며 그의 아들 나가나오는 영지를 아코번으로 옮겼고, 이 가계에서 아코 사건으로 유명한 아사노 다쿠미노카미 나가노리가 나왔다.
법명 ： 傳正院殿前霜台功山道忠大居士.
묘소 ： 이바라키현 사쿠라가와시 사쿠라이의 덴모쿠 산(天目山) 덴쇼지 절(伝正寺). 또, 와카야마현 고야정의 고야산 싯치인(悉地院).

## 가계
```
　　　야스이 시게쓰구
　　　┣━━━━━━━━━┓
　┏━누나　　　　　    　┃
　┃　　　　　　　　    　┃
　┗━아사노 나가카쓰 ＝＝┻＝ 나가요시(나가카쓰의 데릴사위, 아사노 나가마사)
　　　┃　　　　 　　  　　　  ┣━━━━━━━━━━━━━━━━━━┳━아사노 요시나가
　┏━아내　　　　 　   　 ┏＝야야(나가카쓰의 양녀 또는 친딸)　   　┣━아사노 나가아키라
　┃　　　　　　　　     　┃　　　　　　　　　　　　　　     　   　┗━아사노 나가시게
　┃　　　　　　　　    　 ┃　기노시타 도키치로(도요토미 히데요시)
　┃　　　　　　　　     　┃  ┃
　┃　　　　　　　  　   　┣＝네네(나가카쓰의 양녀, 기타노만도코로)
　┃　　　　　　　  　  　 ┃
　┗━스기하라 사다토시━━┻━기노시타 이에사다━━━━━━━━━━┳━기노시타 가쓰토시
　　　　　　　　　　　　　　　　　　　　　　　　　　　            　┣━기노시타 도시후사
　　　　　　　　　　　　　　　　　　　　　　　                  　　┗━고바야카와 히데아키

```

## 최근의 연구

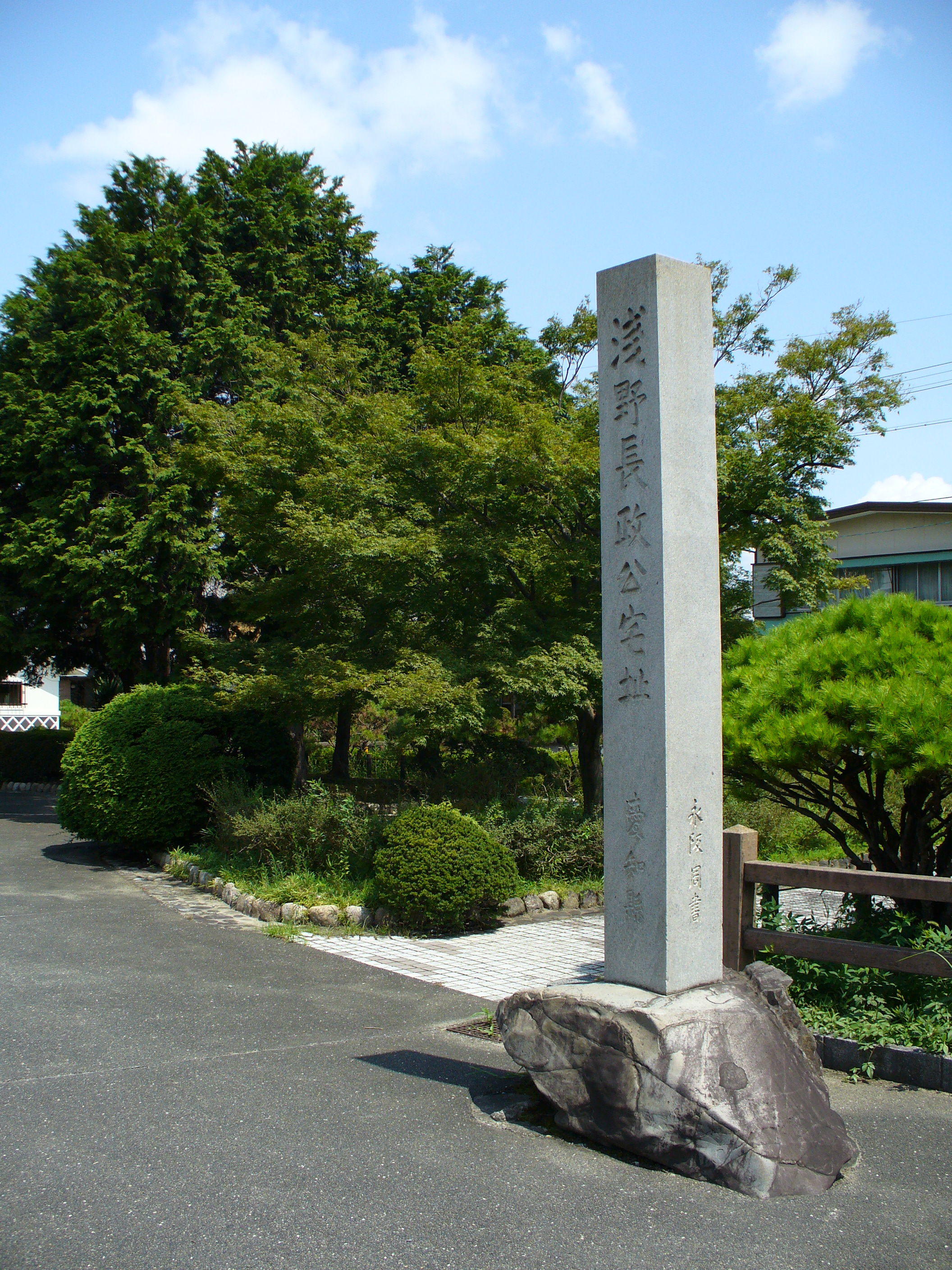
아사노 나가마사 저택 터(아이치현 이치노미야시. 현재 아사노공원이 되었다)

- 이시다 미쓰나리에 대한 연구를 하고 있는 시라카와 도루(白川亨)는 세키가하라 전투 전의 나가마사 근신사건을 나가마사와 마에다 도시나가를, 미쓰나리 등 이에야스 반대세력으로부터 떼어놓으려는 이에야스의 음모이며 도발이었다는 설을 제창했다. 나가마사의 적장자 요시나가가 미쓰나리와 견원지간이었기 때문에 나가마사는 둘 사이에서 고뇌했다고 한다. 나가마사가 세키가하라 이후 오사카성(에도 성 설도 있다)의 외잡한 분위기를 보고 “미쓰나리가 살아있었을 때엔 이와 같은 일은 없었다.”라고 한탄했다는 일화가 남아 있다.

## 참고 문헌
- 黒田和子『浅野長政とその時代』아제쿠라쇼보, 2000년, ISBN 4-7517-3120-3.
- 시라카와 도루, 《이시다 미쓰나리의 생애》(石田三成の生涯), 신진부츠오라이샤, 1995년, ISBN 978-4-404-02179-3.

## 같이 보기
- 아사노씨
- 고부교

| 전임 아사노 나가카쓰 | 제14대 아사노가 당주 1573년 ~ 1600년 | 후임 아사노 요시나가 |

|  | 제1대 마카베 번 번주 (아사노가) 1606년 ~ 1611년 | 후임 아사노 나가시게 |